# 悉尼 (纽约州)
悉尼（英語：Sidney）是位于美国纽约州特拉华县的一个镇，地处特拉华县西北角。2010年美国人口普查时，该镇有5774人。悉尼镇于1801年从富兰克林镇分出，其名称来源于英国海军军官悉尼·史密斯。